# FK Daşqın Zaqatala
El FK Daşqın Zaqatala fue un equipo de fútbol de Azerbaiyán que jugó en la Liga Premier de Azerbaiyán, la primera categoría nacional.

## Historia
Fue fundado en el año 1968 en la ciudad de Zaqatala e inmediatamente después de su creación, participó en el campeonato de fútbol de la URSS en el grupo "B" de la 3.ª Zona, en el que estaban representados los clubes de la RSS de Azerbaiyán. Después de 40 juegos, el equipo de Zakatal ocupó el puesto 17 entre 21 clubes. En 1969, el equipo participó en el campeonato de fútbol de la URSS en la novena zona.
En 1990, el equipo participó en el Campeonato de Fútbol de la URSS, en el subgrupo "B", 3.ª Zona de la Segunda Liga Inferior, en la que estaban representados los clubes de la RSS de Azerbaiyán. Según los resultados del campeonato, FC Dashgyn ocupó el séptimo lugar entre 12 clubes.
En 1991, el equipo volvió a participar en el Campeonato de Fútbol de la URSS, en el subgrupo "B", 3.ª Zona de la Segunda Liga Menor. Según los resultados del campeonato, FC "Dashgyn" ocupó el octavo lugar entre 20 clubes.
Luego de la disolución de la Unión Soviética pasó a ser uno de los equipos fundadores de la Liga Premier de Azerbaiyán, donde jugó dos temporadas consecutivas hasta que desaparece al finalizar la temporada de 1993. El equipo es refundado al año siguiente en la Primera División de Azerbaiyán pero desaparece al no lograr el ascenso a la Liga Premier.
En 2012, el equipo revive por tercera vez, gracias al esfuerzo del exjugador local de Zagatala Vagif Gurbanov. La dirección del Zakataltsev decide prestar más atención no a la participación en el campeonato nacional, sino al desarrollo del fútbol infantil.

## Temporadas
| Temporada | Liga | Liga | Liga | Liga | Liga | Liga | Liga | Liga | Liga | Copa | Goleador        | Goleador |
| Temporada | Div. | Pos. | J    | G    | E    | P    | GF   | GC   | PTS  | Copa | Nombre          | Goles    |
| --------- | ---- | ---- | ---- | ---- | ---- | ---- | ---- | ---- | ---- | ---- | --------------- | -------- |
| 1992      | 1    | 16   | 38   | 19   | 3    | 16   | 48   | 52   | 41   | -    | Gurban Gurbanov | 13       |
| 1993      | 1    | 6    | 18   | 9    | 3    | 6    | 30   | 22   | 21   | 1/16 | Gurban Gurbanov | 11       |
| 1994–95   | 2    | 10   | 28   | 12   | 5    | 11   | 34   | 34   | 29   | 1/8  |                 |          |